# Hans Kleinschmidt (Mediziner, 1905)
Hans Georg Kleinschmidt (* 9. November 1905 in Fürth; † 1999 in Niederbayern) war ein deutscher Kinderarzt, der als ärztlicher Direktor eines Kinderkurheims Medikamentenforschung an Kindern betrieben hat.

## Leben
Hans Kleinschmidt wurde am 9. November 1905 in Fürth geboren. Er studierte in Erlangen und Wien Medizin. 1937 wurde er in Leipzig unter Werner Catel an der Uni-Klinik Assistenzarzt. Catel war als Gutachter an mehreren hundert Fällen der Kinder-Euthanasie verantwortlich beteiligt. Kleinschmidt trat zum 1. Mai 1937 in die NSDAP ein (Mitgliedsnummer 4.502.576) und diente im Zweiten Weltkrieg als Stabsarzt. Nach dem Krieg wurde er im Entnazifizierungsverfahren als Minderbelastet eingestuft, später als „Mitläufer“. Er musste für ein Jahr in Haft und 5000 Mark Strafe zahlen. Danach zog er mit seiner Familie nach Bad Dürrheim und nach seiner Pensionierung im Jahr 1973 nach Pfarrkirchen. Er starb 1999 in Niederbayern.

## Ärztlicher Direktor

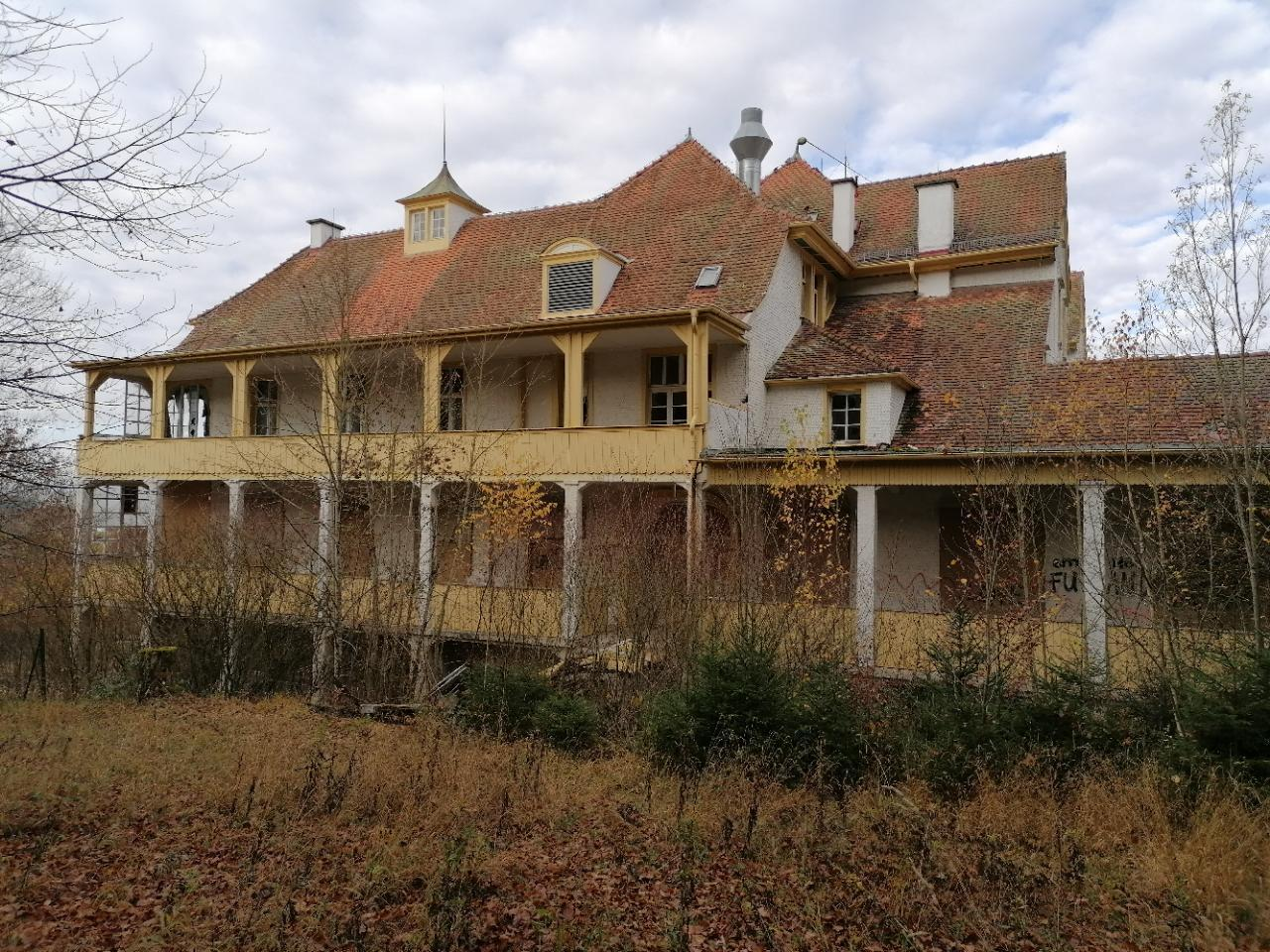
DRK-Kindersolbad „Haus Hohenbaden“, Bad Dürrheim, Luisenstr. 58. Wirkungsstätte von Hans Kleinschmidt 1937–1973 (Zustand 2020, das ab 1904 erbaute und 1906 eröffnete Gebäude wurde bis 1982 als Kindersolbad, danach als Mutter-Kind-Kurklinik genutzt und steht seit 2004 leer)

Kleinschmidt arbeitete ab 1937 im Kindersolbad Bad Dürrheim. Obwohl er später versicherte, mit der Politik des NS-Regimes nichts zu tun gehabt zu haben, kam es unter seiner Leitung auch zu Kinder-Euthanasie. Dokumentiert ist der Fall des dreijährigen Egon M., der schließlich 1942 starb. Von Hans Kleinschmidt sind über 70 Schriften, zu denen auch ein zweiseitiger Strafenkatalog für Kurkinder zählt, bekannt. Diesen hatte er mit dem Begriff „Sanktionen“ überschrieben. Dort schildert er, wie mit ungezogenen Kindern, für ihn waren es „straffällige“, umgegangen werden solle. Es ist darin von Schlägen, aber nicht ins Gesicht, Demütigungen und Ausschluss einzelner Kinder aus der Gemeinschaft bis hin zu prangerartiger Bestrafung die Rede. Selbst nachdem 1963 körperliche Strafen an Kindern in Kurheimen verboten wurden, kamen diese weiter vor, wie ein Gutachten des NRW-Landtages in Düsseldorf unter Einbeziehung dieser 1964 veröffentlichten Schrift von Kleinschmidt verdeutlicht.
Ärztlicher Direktor des DRK-Kindersolbads Bad Dürrheim war Kleinschmidt von 1959 bis 1973 und zudem Arzt in mehreren privaten Kinderkurheimen. In dem Kindersolbad wurden Verschickungskinder betreut, dort misshandelt und missbraucht. An ihnen wurden Medikamententests ohne das Wissen oder die Zustimmung der Eltern durchgeführt. Die Kinder wurden mit Sedativa ruhiggestellt und er führte wissenschaftliche Studien mit Placebos und unbehandelten Vergleichsgruppen durch, über die er später publizierte. So testete er demnach Antibiotika, Hustentherapeutika, Asthma-Präparate, Tabletten gegen Masern und Mittel gegen Wurmmaden-Befall für namhafte deutsche Hersteller wie Janssen-Cilag in Neuss oder Schaper & Brümmer in Salzgitter. Nach einem Gutachten der Landesärztekammer Baden-Württemberg nahm er dabei auch auf Unverträglichkeiten der Probanden keine Rücksicht, auch wurden Schlaf- und Beruhigungsmittel teilweise überdosiert. Einige dieser Kinder litten auch später unter den Folgen dieser Medikamentenversuche.

## Veröffentlichungen
- Das Mutterkorn und seine rektale Verordnung, Diss. Univ. Erlangen, 1932